# 晚間快運航空
晚間快運航空（德語：Nightexpress）是一家總部位於德國法蘭克福的貨運航空公司，成立於1984年，負責執行法兰克福机场出發的貨運航班，目的地多為伯明翰机场或考文垂機場。

## 機隊

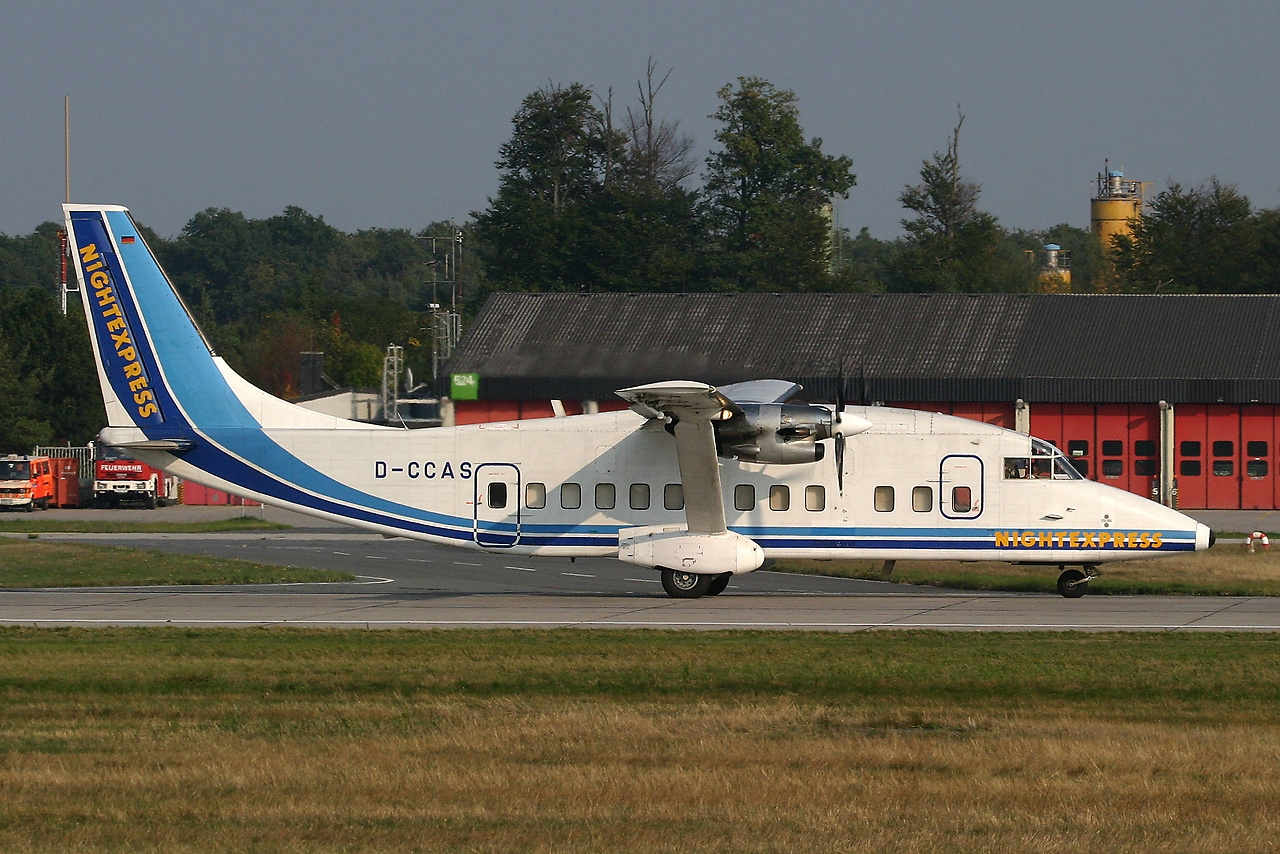
晚間快運航空的肖特360於法兰克福机场（2005年）

截至2015年12月，晚間快運航空的機隊如下：

## 外部連結
- 官方網站 （页面存档备份，存于）